# Ćwiczenie na mapach
Ćwiczenie na mapach – rodzaj ćwiczenia taktycznego będącego jednocześnie jedną z zasadniczych metod szkolenia kadry oficerskiej bez udziału wojsk. Ćwiczenia te przeprowadza się na mapach i stołach plastycznych lub na mapach i w terenie. Według charakteru zagadnień szkoleniowych na mapach dzielą się na dowódcze, dowódczo-sztabowe, tyłowe i specjalne. Według liczby szczebli ćwiczących na jednoszczeblowe, dwuszczeblowe i wieloszczeblowe, według zaś liczby stron biorących udział w ćwiczeniu na jednostronne i dwustronne. Pod względem rozmachu ćwiczenia na mapach dzielą się na taktyczne, operacyjne i strategiczne, a według sposobu dowodzenia - ze środkami łączności i bez środków łączności.